# Бургкирхен ан дер Алц
Бургкирхен ан дер Алц (њем. Burgkirchen an der Alz) општина је у њемачкој савезној држави Баварска. Једно је од 24 општинска средишта округа Алтетинг. Према процјени из 2010. у општини је живјело 10.545 становника. Посједује регионалну шифру (AGS) 9171113.

## Географски и демографски подаци
Бургкирхен ан дер Алц се налази у савезној држави Баварска у округу Алтетинг. Општина се налази на надморској висини од 391-530 метара. Површина општине износи 46,2 km². У самом мјесту је, према процјени из 2010. године, живјело 10.545 становника. Просјечна густина становништва износи 228 становника/km².

## Међународна сарадња
| Мјесто        | Држава    | Врста сарадње | Од    |
| ------------- | --------- | ------------- | ----- |
|               | Румунија  | партнерство   | 2004. |
| Казинцбарцика | Мађарска  | партнерство   | 1998. |
|               | Француска | партнерство   | 1977. |
| Извор         |           |               |       |